# Dietrich von Schachten

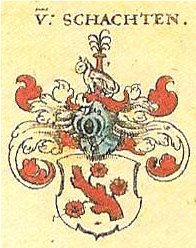
Familienwappen von Schachten

Dietrich von Schachten (* um 1445; † 1503) war ein nordhessischer Adeliger und Ministerialer, der eine ausführliche Reisebeschreibung einer Pilgerfahrt nach Jerusalem im Jahr 1491 verfasste. Sein aus Abschriften ab 1613 erhaltener Bericht zeichnet sich vor allem aus durch seine Schilderungen von Orten und Gebräuchen in Italien und im Orient sowie der administrativen Abwicklung der Pilgerreise. Dietrich von Schachten ist 1468 bis 1503 urkundlich erwähnt.

## Herkunft
Dietrich von Schachten entstammte der niederadligen Familie von Schachten, die ihren Stammsitz in Schachten bei Grebenstein hatte und deren Angehörige seit dem 14. Jahrhundert als Ministeriale in landgräflich-hessischen Diensten standen. Er war ein Sohn des Eckbrecht von Schachten und dessen namentlich unbekannter Frau aus der Familie Hase.

## Laufbahn

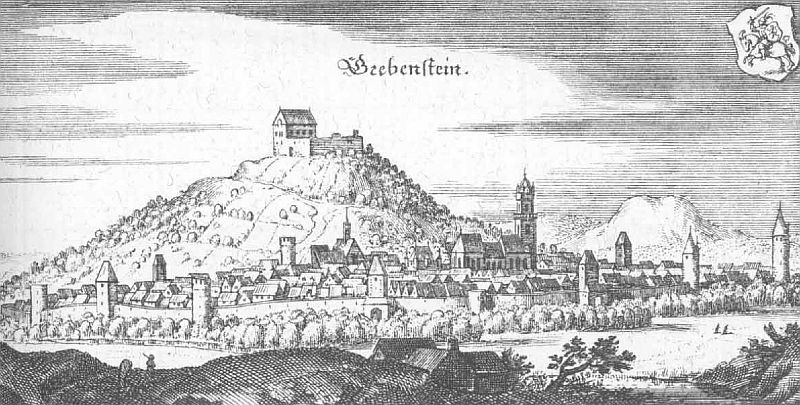
Grebenstein

Spätestens ab 1468, und bis zu seinem Tod im Jahre 1503, stand Dietrich von Schachten als Amtmann und Rat im Dienst der Landgrafen von Hessen. Schon unter Landgraf Ludwig II. war er von 1468 bis 1472 Amtmann zu Grebenstein; dieses Amt hatte er später nochmals von 1485 bis 1498 inne. Von 1483 bis 1487 ist er als Amtmann zu Gieselwerder beurkundet; er musste dafür den Zoll zu Allendorf a.d. Werra zurückgeben. 1486 war er beim Begräbnis des Markgrafen Albrecht von Brandenburg in Heilbronn anwesend. 1487 und 1491 ist er als Heimlicher Rat des Landgrafen Wilhelm I. bekundet. 1487 war er Amtmann zu Trendelburg, 1487 bis 1502 Amtmann zu Schöneberg, und 1500 bis 1501 Amtmann zu Plesse.

## Pilgerfahrt

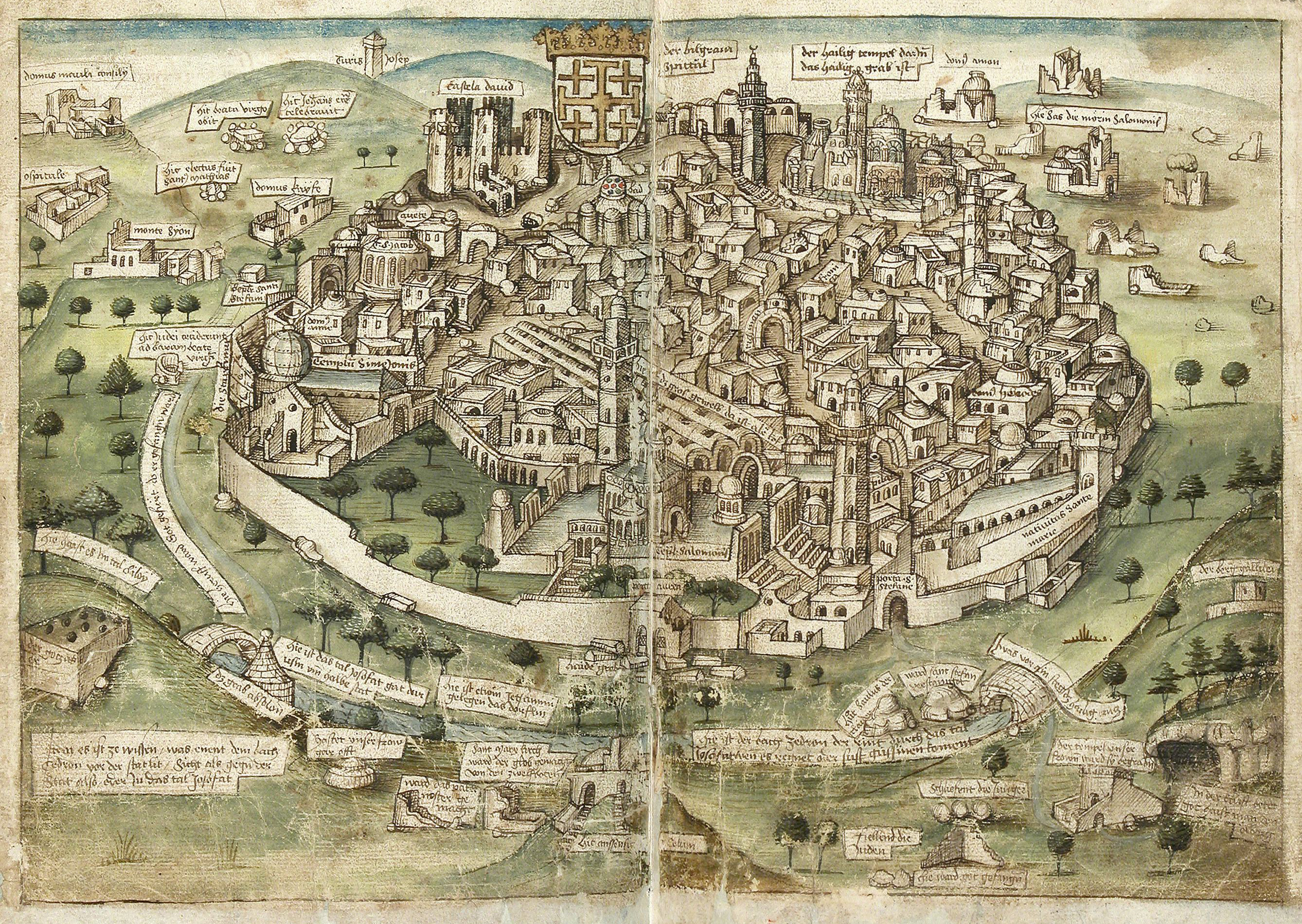
Jerusalem 1487 (aus der Reisebeschreibung des Conrad Grünenberg)

Am 10. April 1491 brach Landgraf Wilhelm I. zu einer Pilgerfahrt ins Heilige Land auf. Während seiner Reise machte er Halt am herzoglichen Hof in Innsbruck, besuchte Rom und Venedig, und reiste weiter über Ragusa, Rhodos und Zypern. Dietrich von Schachten begleitete seinen Dienstherrn und beschrieb die Reise, wie er bekennt, zur „Kurzweil und zum Andenken an alle Erlebnisse“ in einem Reisebericht. Neben Dietrich von Schachten gehörten etwa 15 Personen zur Begleitung des Landgrafen, darunter Wolff von Netra (Hofmeister), Eger von Dalwigk (Küchenmeister), Raben von Herda, Hermann von Wartensleben, Christian von Hanstein, Arnold von Stammer/Stein, ein Koch und ein paar Diener. 
In Jerusalem wurden die Mitglieder der Gruppe am 22. August zu Rittern vom Heiligen Grab geschlagen. Auf dem Rückweg der bis Mitte Februar 1492 dauernden Reise wurde Dietrich in Neapel am 13. Dezember 1491 von König Ferdinand I. in den Orden der Kanne und des Greifen aufgenommen.